# Associazione Calcio Riunite Messina 1974-1975
Questa voce raccoglie le informazioni riguardanti l'Associazione Calcio Riunite Messina nelle competizioni ufficiali della stagione 1974-1975.

## Rosa
| N. |                   | Ruolo | Calciatore           |
| -- | ----------------- | ----- | -------------------- |
|    | Italia (bandiera) | C     | Roberto Caremi       |
|    | Italia (bandiera) | A     | Rosario Castronovo   |
|    | Italia (bandiera) | A     | Guido De Maria       |
|    | Italia (bandiera) | C     | Gianfranco Gagliardi |
|    | Italia (bandiera) | A     | Walter Gamberoni     |
|    | Italia (bandiera) | C     | Giancarlo Hellies    |
|    | Italia (bandiera) | P     | Santo Laganà         |
|    | Italia (bandiera) | D     | Antonio Lissi        |
|    | Italia (bandiera) | D     | Costantino Lo Bosco  |
|    | Italia (bandiera) | D     | Dante Lodrini        |
|    | Italia (bandiera) | C     | Pietro Lo Monaco     |

| N. |                   | Ruolo | Calciatore         |
| -- | ----------------- | ----- | ------------------ |
|    | Italia (bandiera) | P     | Franco Lorenzetti  |
|    | Italia (bandiera) | A     | Ezio Musa          |
|    | Italia (bandiera) | P     | Giuseppe Nastasi   |
|    | Italia (bandiera) | D     | Guido Onor         |
|    | Italia (bandiera) | D     | Elio Parolini      |
|    | Italia (bandiera) | A     | Stefano Pelle      |
|    | Italia (bandiera) | A     | Nunziato Pensabene |
|    | Italia (bandiera) | A     | Giovanni Picat Re  |
|    | Italia (bandiera) | D     | Franco Polizzo     |
|    | Italia (bandiera) | D     | Alberto Rossi      |
|    | Italia (bandiera) | C     | Antonio Tripepi    |